# Tenuipalpus couroupita
Tenuipalpus couroupita är en spindeldjursart som beskrevs av De Leon 1967. Tenuipalpus couroupita ingår i släktet Tenuipalpus och familjen Tenuipalpidae. Inga underarter finns listade i Catalogue of Life.